# Pritzerber Laake
Die Pritzerber Laake ist ein ausgedehnter Erlenbruchwald im Norden der Stadt Havelsee bis in den Süden der Gemeinde Nennhausen, nördlich des Seelensdorfer Forsts. Sie bildete sich in einer eiszeitlichen Glazialen Rinne beziehungsweise in einem alten Elblauf. Heute ist der Bruchwald als Naturschutzgebiet ausgewiesen.

## Entstehungsgeschichte
Die Pritzerber Laake entstand während der letzten, der Weichselkaltzeit als Schmelzwasserrinne abfließenden Wassers der Eisrandlagen im Bereich der heutigen Nauener Platte. Nach Rückzug des Inlandeises vermoorten die tiefliegenden Flächen. Dies wurde dadurch verstärkt, dass ein ausgedehnter Dünenzug die Laake nach Süden abriegelte. Später wurde die Pritzerber Laake, anhand einiger Erscheinungen belegt, fernab des heutigen Verlaufs als Hochfluttal von einem Elbarm durchflossen. So findet sich im Süden ein auffälliger und breiter Durchbruch mit graden Rändern durch die Dünenzüge, die Pritzerber Laake erscheint mäanderartig verschlungen und es finden sich typische Sedimente, der sogenannte Elbeschlick. Der Zeitraum wird mit dem späten Atlantikum bis Subboreal vermutet.

## Naturschutzgebiet Pritzerber Laake
Die Pritzerber Laake ist ein 1994 ausgewiesenes und 1270 Hektar großes Naturschutzgebiet. Während der letzten Eiszeit bildete sich eine Schmelzwasserrinne, in der sich das Feuchtgebiet befindet. Vorrangige Vegetationsform sind Erlenbruchwälder mit der vorherrschenden Moorbirke in einer für das Land Brandenburg einzigartigen Flächenausdehnung.
In den Bruchwäldern liegen neben zahlreichen Mooren und Sümpfen vier kleine Seen, die sich in ehemaligen Tongruben bildeten, aus denen bis spätestens 1914 der Rohstoff für umliegende Ziegeleien gewonnen wurde. In der Osthälfte des Naturschutzgebietes entstanden die beiden Buchenhorstlöcher, welche durch eine Halbinsel voneinander getrennt sind. In der Westhälfte finden sich die drei Hohleweghorstlöcher (Hensels Löcher). Diese anthropogenen Seen sind Lebensraum seltener Tier- und Pflanzenarten. Im Naturschutzgebiet leben Biber und Fischotter.
Durchbrochen werden die Bruchwälder von Sandrücken mit Kiefern- und Eichenwäldern. Die Laubmischwälder sind Heimat von streng geschützten Arten wie Hirschkäfer, Schwarzstorch und Seeadler. Auch gibt es seltene Fledermausarten wie die Mopsfledermaus, die in den alten Bäumen siedeln, und eine Vielzahl an Rotwild. Weitere im Naturschutzgebiet heimische Arten sind Kranich, Bitterling, Kammmolch, Sumpf-Knabenkraut, Brenndolde, Fleischfarbenes Knabenkraut, Königsfarn und Wasserfeder. 511 Hektar des Naturschutzgebietes Pritzerber Laake gehören zum FFH-Gebiet Pritzerber Laake und zum europäischen Schutzgebietsnetz Natura 2000. Daneben ist die Pritzerber Laake Teil des Landschaftsschutzgebietes Westhavelland, des Naturparks Westhavelland und des SPA-Gebietes beziehungsweise europäischen Vogelschutzgebietes Niederung der Unteren Havel.